# Dossenheim-sur-Zinsel
 Dossenheim-sur-Zinsel (en alsacià Duusne; en alamànic Dossenheim an der Zinsel) és un municipi francès, situat a la regió del Gran Est, al departament del Baix Rin. L'any 1999 tenia 1.069 habitants.
Forma part del cantó d'Ingwiller, del districte de Saverne i de la Comunitat de comunes de Hanau-La Petite Pierre.

## Demografia
| 1962 | 1968 | 1975  | 1982  | 1990  | 1999  |
| ---- | ---- | ----- | ----- | ----- | ----- |
| 951  | 954  | 1.057 | 1.094 | 1.098 | 1.069 |

## Administració
| Període | Identitat      | Partit |
| ------- | -------------- | ------ |
| 2001-   | Daniel Bastian |        |